# 関西高等学校
関西高等学校（かんぜいこうとうがっこう）は、岡山県岡山市北区にある私立男子高等学校。

## 概要
関西学園に属し、岡山中学校・高等学校とは姉妹校。全校生徒数は1300人超。
私立校であるが、過去に県立への移管要請を断ったことがある。また過去に近隣の女子高との合併話を断られたことがあり、近年は少子化による生徒の減少により全国的に男女別学の高校が共学化に転向する流れがあるが、関西高校は県下で唯一男子校を保ち続けている。
制服は男子校の伝統でもある一般的な金ボタン5個の黒学ラン（標準型学生服）で左襟には校章を形どった襟章、右襟には学年章をつけている。2018年よりデニム生地を採用したブレザーに。食堂も設置。
スポーツ分野（野球、体操、ボート、硬式テニス、少林寺拳法等）で全国的に有名。

## 校名
1894年、当時校長代理をしていた片平周三郎が東京で修行中、福沢諭吉が関東での教育事業を展開していることに憧れ感銘を受け、自らも関西の地でそれを行いたいと決めたことに由来する。実際に片平が教育事業を行ったのは関西よりも西にある岡山の地であるが、「広く関西からも優秀な生徒を集めたい」として同校の校名とした。当時の読み方は「カンサイ」であった可能性がある。
読みについては、関西高校の戦後初めての甲子園出場である1948年夏、および1949年春のユニフォームには「KANSAI」と書かれ、一方で校歌は「カンゼイ」であり、そのことから、当時は「カンサイ」と「カンゼイ」の呼称が混同していた。しかし後になって創立ごろの読みとしては「カンゼイ」の方が正しかったのではないか、という声が挙がり、校歌にもならって1960年春の甲子園出場時より「カンゼイ」が正式な読みとなっている。但し、「カンサイ」を岡山弁風に発音すると「カンセー」になり、さらにそれが訛って「カンゼー」と呼んでいたことから、という説もある。

## 学科
2007年度からコース改編が行われている。2008年度も普通科と商業科でコース改編がある。2007年度入学生までは2年次以降も現在のコース編成である。
普通科（2008年度より国立進学コース・難関私大コース・大学進学コースの3コース）
2年次にコース変更が可能である。ただし、大学進学コースから国立進学コースへの変更はできない。
- 国立進学コース（Ⅲ類）
  - 2007年度にそれまでの国公立進学コースにかわり新設され、特別進学コースから希望者で入学前の学力試験の結果が基準を満たす者を選出し、1クラスで編成されている。
  - 2008年度からは単独募集となり、定員は35名となる。「国・数・英・理・社」の5教科入試を実施する。夏期休暇中は、** 勉強合宿（4泊5日）を実施し、土曜日にも授業を行う。
  - 国立進学コースは担任2人制度　各学年の担任と3学年全の担任（国立進学コース担当）が付くなど手厚い体制。
  - 2013年の定員は20名。　
  - 偏差値50から岡山大学現役合格が合言葉。
  - 国立進学コースには他校にあるような特待生のような制度はない。
- 特別進学コース
  - 難関私立・公立大学への進学を目指す。
  - 2008年度のみ難関私大コースとして、有名私立大学（早・慶・関関同立など）への進学を目指す。
- 大学進学コース
  - 私立大学進学を前提としたクラス。学力はもちろん、部活動との両立を図り、部活動などの活躍も受験の成績の一部という教育方針をとっている。

ITビジネス科（2019年度入学生よりビジネスコース・アドバンスコースの2コース）
商業科の名前からITビジネス科に名前を変更し、授業内容も従来の簿記などを中心とした商業科目に加え、プログラミングやドローン ネットを使った広報などといったIT要素とビジネス要素を掛け合わせた授業を行っている。
- アスリートコース（1年次に編成） … 強化指定部への所属が必須で、部活動時間を確保するために特別なカリキュラムが用意されている。サイト制作やプログラミングに関する授業があり、簿記等のビジネス知識も修得でき、部活動の日程次第で検定への挑戦も可能。
- ビジネスコース（2年次に編成） … ビジネス基礎や簿記等の商業系資格取得などに積極的な教育方針をとっている。
- アドバンスコース … 県内商業男子の中で、大学進学者数・進学率ともにナンバー1の実績を誇り、全国の大学の商学系学部・学科に進学している。

電気科・EIエンジニア科
（電気コース（Eシステムコース）・情報コース（ICTクリエイターコース））
2年次にコース選択がある。どちらのコースも電気工事士（1種・2種）、危険物取扱者（乙・丙）、工事担任者といった試験に力を入れており、特に電気コースでは電気工事士試験、情報コースでは工事担任者試験に力を入れている。
- アスリートコース（1年次に編成） … 強化指定部への所属が必須で、部活動時間を確保するために特別なカリキュラムが用意されている。今後益々需要が高まるエンジニアとしてのモノづくりスキル修得と、部活動を両立させるコース。
- 電気コース（Eシステムコース） … 主任技術者、電気工事士などの資格が取得できるよう授業編成。国家資格の取得などを通して就職に有利な教育方針を採っている。また、このコースを卒業した場合、第2種電気工事士の筆記試験免除や第3種電気主任技術者の資格を実務経験を積み無試験で取得することが出来る。
- 情報コース（ICTクリエイターコース） … 授業や実習を通してCAD等がしっかり学べるコースで、大学進学に有利な授業をしているため、近年大学進学者が増加している。また、このコースを卒業した場合陸上特殊無線技士等の資格が申請で取得できる。

2023年度入学生から電気科をEIエンジニア科に変更することが発表されている。

## 沿革
（沿革節の主要な出典は公式サイト）
- 1887年（明治20年） - 修業年限1年半の薬剤師養成学校として、私立岡山薬学校（第1次）を中山下に設立。
- 1890年 - 第三高等中学校医学部（現在の岡山大学医学部）への薬学科設置に伴い、岡山薬学校（第1次）を廃止。在学生は同学科へ編入。かわって私立岡山医薬学予備校を設立。
- 1893年 - 野田屋町へ移転。
- 1894年7月 - 高等学校令の制定に伴い私立高等学校医科予備門と改称。9月、修業年限を3年とする。12月、私立関西尋常中学校と改め修業年限を5年制の中学校となる。
- 1899年 - 中学校令が改正され、同校も「尋常」の文字を取り去り、関西中学校となる。
- 1900年 - 現在地に移転。
- 1904年 - 関西教員養成所を設立（1912年に廃止）。
- 1906年 - 岡山薬学校（第2次）、および児島郡藤戸村天城に天城分校を設立。
- 1908年 - 天城分校、私立天城中学校として独立（現在の県立倉敷天城高校）。
- 1919年（大正8年） - 同校を第二岡山中学校として県立に移管せよと要請があったが拒否する。
- 1921年 - 岡山薬学校（第2次）を廃止。
- 1947年 - 学校教育法の施行に伴い、新制中学校と新制高等学校を併設する[4]。
- 1948年（昭和23年） - 学制改革により高等学校となる。関西高等学校財団を設立。
- 1951年 - 学校法人関西学園を設立。
- 1952年 - 商業科を併設。
- 1953年 - 併設中学校の生徒募集を停止[4]。
- 1962年 - 電気科を併設。
- 1982年 - 岡山市箕島に中高一貫教育をめざし、岡山中学校を開校。
- 1985年 - 岡山高等学校を開校。

## 野球部
関西の野球部は、当時の同校の英語教師安部磯雄から野球を教わった翌年1895年の創部。岡山県の高校では最古の野球部である。
2013年春（第85回）出場により甲子園出場回数が春夏通算20回（春12回、夏8回）になり、岡山東商業、倉敷工業を抜いて岡山県内単独トップの甲子園出場回数を誇り、特に2005年から2007年にかけては県勢で初の5季連続甲子園出場を果たしている。
その中で2005年の明治神宮野球大会では、田中将大擁する駒大苫小牧高校に決勝で惜敗し準優勝を記録。翌年春（第78回）では、エース斎藤佑樹を擁する早稲田実業学校高等部と延長15回引き分け再試合を行い、8回までリードするも守備の乱れで逆転を許し惜敗した。
また、2010年春（第82回）・2011年春（第83回）では、前年の中国大会を制し優勝候補の一角に挙げられていたが、2年続けて1回戦で大会を制覇した興南高等学校（2010年）、東海大学付属相模高等学校（2011年）に初戦敗退するという不運な面があり、一部の高校野球ファンから「関西に勝った高校は優勝する」というジンクスが囁かれるようになった。
2011年夏（第93回）では、初戦で選抜準優勝の九州国際大付を破り初の4強に進出したが、優勝した日大三に準決勝で敗れジンクスを破ることはできなかった。
| 年度               | 代表校                            | 全国大会成績 |
| ------------------ | --------------------------------- | ------------ |
| 1948年夏（第30回） | 準々決勝 0－2 小倉（福岡県）      | 優勝         |
| 1994年夏（第76回） | 2回戦 1－6 佐賀商（佐賀県）       | 優勝         |
| 1995年春（第67回） | 準決勝 6－13 観音寺中央（香川県） | 優勝         |
| 1995年夏（第77回） | 3回戦 2－4 星稜（石川県）         | 準優勝       |
| 2002年春（第74回） | 準決勝 1－3 鳴門工（徳島県）      | 準優勝       |
| 2005年夏（第87回） | 2回戦 10－12 京都外大西（京都府） | 準優勝       |
| 2007年春（第79回） | 準々決勝 1－9 大垣日大（岐阜県）  | 準優勝       |
| 2010年春（第82回） | 1回戦 1－4 興南（沖縄県）         | 優勝         |
| 2011年春（第83回） | 1回戦 1－9 東海大相模（神奈川県） | 優勝         |
| 2011年夏（第93回） | 準決勝 4－14 日大三（西東京）     | 優勝         |

## 交通

### 鉄道
- JR桃太郎線（吉備線）、備前三門駅より徒歩約3分
- JR岡山駅より徒歩約20分

### バス
- 中鉄バス関西高校前バス停よりすぐ。（バス停が学校の目の前の歩道に設置されているので）

## 著名な出身者
- 浅越桂一 - 元プロ野球選手
- 東善作 - 飛行家、三大陸横断飛行を敢行
- 有本芳水 - 1886年（明治19年）3月3日 - 1976年（昭和51年）1月21日）詩人・歌人
- 石川達三 - 第1回芥川賞受賞/ 1964年に発表した自伝的小説「私ひとりの私」では同校をとりあげた
- 出渕賢史 - ラグビー選手
- 井野川利春 - 元プロ野球選手・監督・審判員
- 上田剛史 - 元プロ野球選手、硬式野球部コーチ
- 海野隆司 - プロ野球選手
- 大杉勝男 - 元プロ野球選手 セ・パ両リーグ1000本安打を達成
- 大本修 - 工学博士、金属バット生みの親
- 岡慎之助 - 体操選手、2024年パリオリンピック金メダリスト、中退ののち通信制星槎高校横浜、中学校時代に関西高校体育館で練習していた
- 沖口誠 - 体操選手、北京オリンピック代表
- 小郷裕哉 - プロ野球選手
- 梶原善 - 俳優
- 神崎靖浩 - プロボクサー
- 黒田健吾 - 元プロ野球選手
- 甲本雅裕 - 俳優
- 小長啓一 - 通産事務次官 / 中退ののち西大寺中
- 児山祐斗 - 元プロ野球選手
- 三遊亭金の助 - 落語家
- 清水聡 - アマチュアボクシング 北京五輪代表、ロンドンオリンピック男子ボクシング銅メダリスト（フェザー級）
- 角南効永 - 元プロ野球選手
- 妹尾青洸 - 俳優、『超人機メタルダー』主演
- ダース・ローマシュ匡 - 元プロ野球選手
- 太平まさひこ - ものまね芸人
- 竹原直隆 - 元プロ野球選手
- 田辺信一 - 作曲・編曲家、ヒデとロザンナのデビュー作「愛の奇跡」の作曲や名犬ジョリィのテーマ曲「走れジョリィ」の編曲等を手がけた。
- 津田四郎 - 元プロ野球選手
- 土光敏夫 - 第4代経団連会長
- 成田雅嗣 - 俳優
- 南羽翔平 - 俳優
- 秦佐八郎 - 細菌学者・梅毒特効薬の開発
- 平井一正 - 元重量挙げ選手で現在は四日市中央工業高等学校顧問。1976年モントリオールオリンピック重量挙げ男子フェザー級銅メダリスト。
- 福尾誠 - NHKの番組『おかあさんといっしょ』の第12代目たいそうのおにいさん
- 藤井裕 - 硬式野球部監督
- 藤原丈嗣 - ラグビー選手
- 松井大二郎 - プロレスラー、総合格闘家
- 松岡大吾 - 元プロ野球選手
- 松本学 - 内務省警保局長(昭和7年)、貴族院議員 / 「新官僚」（のちの企画院に繋がる一派）
- 松本利一 - 元プロ野球選手
- 眞鍋勝已 - プロ野球審判員、元プロ野球選手
- 水島宏一 - 元体操競技選手　1988年ソウルオリンピック団体総合銅メダル。
- 水鳥寿思 - 体操競技選手　アテネオリンピック金メダリスト
- 三垣龍次 - プロボクシング 元日本、現OPBF東洋太平洋ライト級チャンピオン
- 三羽省吾 - 小説家
- 宮本賢 - 元プロ野球選手
- 森末慎二 - タレント、元体操競技選手　ロサンゼルスオリンピック金メダリスト
- 森田一成- 元プロ野球選手
- 森安敏明 - 元プロ野球選手
- 森安なおや - 漫画家（新制中学卒業）
- 安木祥二 - 元プロ野球選手
- 山地隆 - 元プロ野球選手
- 吉岡史郎 - 元プロ野球選手
- 吉年滝徳 - 元プロ野球選手
- 渡邊雄貴- 元プロ野球選手

## その他
- 正式な制服はポロシャツだが、冬は学生服の下であればカッターシャツも着用可能。